# أستراليا المفتوحة 2000
هنا قائمة ببطولات أستراليا المفتوحة لسنة 2000:

## الكبار

### فردي رجال
أندريه أغاسي هزم  يفجيني كافلينكوف, 3-6, 6-3, 6-2, 6-4

### فردي سيدات
ليندسي دافنبورت هزم  مارتينا هينغيز, 6-1, 7-5

### زوجي رجال
ريك ليتش و إيليس فيريرا هزم  أندرو كراتزمان و واين بلاك, 6-4, 3-6, 6-3, 3-6, 18-16

### زوجي سيدات
ليزا ريموند و رنينه ستبس هزم  مارتينا هينغيز و ماري بيرسي, 6-4, 5-7, 6-4

### زوجي مختلط
رنينه ستبس و جاريد بالمر هزم  أرانتكسا سانشيز فيكاريو و تود وودبريدج, 7-5, 7-6(3)

## الشباب

### فردي أولاد
أندي روديك () (2) هزم ماريو انشيك () (6), 7-6(2),6-3،

### فردي بنات
أنتيكو كابروس () هزم ماريا خوسيه مارتينيز (), 6-2, 3-6, 6-2

### زوجي أولاد
نيكولاس ماهوت () وتومي روبريدو ()

### زوجي بنات
أنتيكو كابروس () وكريستينا ويلر ()